# Gugney
Gugney är en kommun i departementet Meurthe-et-Moselle i regionen Grand Est (tidigare regionen Lorraine) i nordöstra Frankrike. Kommunen ligger i kantonen Vézelise som tillhör arrondissementet Nancy. År 2022 hade Gugney 70 invånare.

## Befolkningsutveckling
Antalet invånare i kommunen Gugney
| Referens: INSEE |